# Dušanka Karić
Dušanka Karić (Belgrado, 7 giugno 1986) è una pallavolista serba.
Gioca nel ruolo di schiacciatrice nel Salihli Belediyesi Gençlik ve Spor Kulübü

## Carriera
La carriera di Dušanka Karić inizia nella stagione 2003-04 quando inizia a giocare per l'Odbojkaški klub Poštar di Belgrado, nel massimo campionato serbo-montenegrino, club al quale resta legata per tre annate vincendo uno scudetto e due coppe nazionali; nel 2005, con la nazionale juniores, vince la medaglia d'argento al campionato mondiale di categoria.
Nella stagione 2006-07 si trasferisce in Francia per giocare nel La Rochette Volley, militante in Pro A, dove rimane per due annate, prima di ritornare in patria nella stagione 2008-09 nello Ženski odbojkaški klub Dinamo Pančevo 1973.
Dopo una stagione nella massima divisione campionato rumen0, con il Volei Club Unic Piatra Neamț ed una in quella del campionato turco, con il Karşıyaka Spor Kulübü, torna nuovamente in Francia nell'annata 2011-12, ingaggiata dall'Hainaut Volley di Valenciennes, con cui disputa due campionati.
Per la stagione 2013-14 veste dal maglia dell'Azərreyl Voleybol Klubu, nella Superliqa azera, mentre in quella successiva è al club turco del Bursa BB: tuttavia viene ceduta a campionato in corso alla squadra italiana della Polisportiva Filottrano Pallavolo, militante in Serie A2.
Dopo qualche mese di inattività, torna a giocare in Turchia per la seconda parte del campionato 2015-16 col Salihli Belediyesi Gençlik ve Spor Kulübü di Manisa.

## Palmarès

### Club
- Campionato serbo-montenegrino: 1

2005-06
- Coppa di Serbia e Montenegro: 2

2004, 2005

### Nazionale (competizioni minori)
- Campionato mondiale juniores 2005